# Цилкар
Цилкар (арм. Ծիլքար) — село в Арагацотнской области Армении.

## География
Село расположено в северной части марза, при автодороге , на расстоянии 52 километров к северо-западу от города Аштарак, административного центра области. Абсолютная высота — 2150 метров над уровнем моря.
Климат
Климат характеризуется как умеренно холодный, влажный (Dfb в классификации климатов Кёппена). Среднегодовая температура воздуха составляет 3,7 °C. Средняя температура самого холодного месяца (января) составляет −8,2 °С, самого жаркого месяца (августа) — 14,8 °С. Расчётная многолетняя норма атмосферных осадков — 574 мм. Наибольшее количество осадков выпадает в мае (100 мм).

## Население
| Год переписи | Население          | Население          | Население          | Население            | Население            | Население            |
| Год переписи | Наличное население | Наличное население | Наличное население | Постоянное население | Постоянное население | Постоянное население |
| Год переписи | Всего              | Мужчины            | Женщины            | Всего                | Мужчины              | Женщины              |
| ------------ | ------------------ | ------------------ | ------------------ | -------------------- | -------------------- | -------------------- |
| 2001         | 528                | 259                | 269                | 562                  | 285                  | 277                  |
| 2011         | 515                | 253                | 262                | 554                  | 281                  | 273                  |